# 大洋
大洋（たいよう、英: ocean）または大海洋（だいかいよう）・独立海（どくりつかい）は、水圏の大部分を占める、それぞれが接続した地球上の海の主要領域。一般には北極海・太平洋・大西洋・インド洋・南極海の5つに区分される。これらの大洋はそれぞれ固有の海流を持ち、また潮汐を発生させる元ともなる。大洋以外の海は副洋（独: Nebenmeere）または附属海（ふぞくかい）と呼ばれ、地中海のように大陸の間にある狭い面積の海や紅海のような大陸内部に存在する海、また日本海のように大陸の沿うものまたは北海のような大陸から直角に伸びる海などが当たる。
英語 ocean の語源はギリシア語の Ὠκεανὸς, "okeanos" オーケアノスである。
全大洋面積の過半が深さ4267mほどの水深にある。大洋の平均塩分濃度は3.5%程度であり、ほとんどの水域で3.0-3.8%の範囲に入る。科学者による推計では、23万の海洋種が知られており、さらにその10倍の種が存在する可能性がある。
大洋は生物圏に重要な役割を果たす。大洋の蒸発は水循環においてほとんどの降雨の元であり、大洋の温度は気候や風を決定付け、陸地の生物へ影響を与える。

世界の大洋水域を示す地図。地球は連結した水面で覆われ、世界の大洋は複数の主要な領域で区分されている。太平洋・大西洋・インド洋・北極海・南極海を5大洋と言うが、両極の大洋を前の3大洋に含めてしまう場合もある。

## 概要
一般に複数の大洋が認識されているが、それらの水域は地球規模で見ればひとつの、繋がった海水域であり、時に「世界海洋」 (World Ocean) または「球海洋・球海」 (global ocean) とも呼ばれる。このような、一部を交換する事が比較的自由に行われるような状態にある連続した水体という概念は、海洋学において重要かつ基本的な概念である。
一般的な大洋の区分は、以下のように大陸や様々な列島などの基準をもって仕切られ、現在では五大洋とされている（以下、面積順）。
- 太平洋：アジア・オーストラリアおよびアメリカ州で仕切られる海。
- 大西洋：アメリカ州・ヨーロッパおよびアフリカで仕切られる海。
- インド洋：南アジア、アフリカおよびオーストラリアで仕切られる海。
- 南極海（南氷洋、南大洋、南極環海[17]）：南極を囲む海。太平洋・大西洋・インド洋の拡張部分と捉えられる場合もある[18]。
- 北極海（北氷洋、北大洋、北極環海）：北極を取り囲む、北アメリカとユーラシアで仕切られる海。大西洋の拡張部分と捉える場合もある。

太平洋と大西洋は赤道を境界に南北で区切られる場合もある。狭い領域は、海、入り江、湾、海峡などの呼称が用いられる。
地質学的には、大洋は海水で覆われた狭義の海洋性地殻（海底地殻、海洋地殻）域と言うことができる。海洋性地殻とは、中央海嶺で生成される厚さ約6kmの主に玄武岩質のプレートであり、平均厚さ40kmの花崗岩質である大陸性地殻よりも密度が高い。

## 語誌
古く中国ではウミを「海」の語で表したが、宋代以降「洋」が水域を表すようになり、清末には ocean に「洋」をあてる傾向が強くなった。ウィリアム・ミュアヘッド著『地理全志』では「水土」について、「洋」は水の支派の最大のもの、「海」は洋の支派の最大のものと定義され、「海洋」はその総称といえる。また、同書中の「水土略分論」では、世界の海を上記の「五洋」（五大洋）に分けている。ちなみに、中国において「太平洋」の名称が初めて使われたのも同書である。

## 大洋の境界

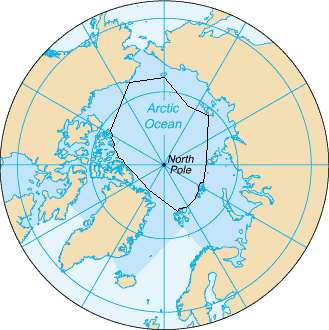
北極海の領域。黒線で示される範囲は国際水路機関 (IHO) による基準。青色で示される範囲は中央情報局 (CIA) 『ザ・ワールド・ファクトブック』による基準。

### 北極海
北極海は北極のほとんどを覆い、北アメリカとユーラシア沿岸で仕切られるが、大西洋の一部または三角江と取る場合もある。
国際水路機関 (IHO) 『Limits of Oceans and Seas』第3版（1953年）の定義は以下の通りである。
- グリーンランド -（グリーンランド海北限）- スピッツベルゲン島 -（北緯80度線）- 北東島・リー・スミス岬 -（バレンツ海北限）- コールザート岬（英語版） -（カラ海北限）- アークティック岬（英語版） -（ラプテフ海北限）- コテリヌイ島北端 -（東シベリア海北限）- ウランゲリ島北端 -（チュクチ海北限）- バロー岬 -（ボーフォート海北限）- プリンスパトリック島のランドエンド岬から北西の海岸を通りレオポルド・マックリントン岬 - ブルック島（英語版）のマーレー岬から北西岸を沿い北端 - ボーデン島マッカイ岬から北西岸を沿いマロッホ岬 - エルフリングネース島のIsachsen岬 - マイエン島北西部 - アクセルハイバーグ島 ストールワージー岬（英語版） - エルズミーア島最西部のコルゲート岬から北の海岸を通りコロンビア岬-グリーンランドのモリス・ジェサップ岬

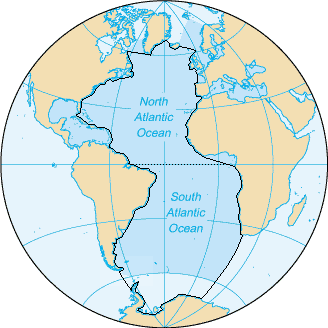
IHO（黒線）とCIA 『ザ・ワールド・ファクトブック』（濃青）基準による北大西洋および南大西洋の領域。

### 北大西洋
国際水路機関 (IHO) の定義は以下の通りである。
- 西：カリブ海東限 - メキシコ湾東南限 - キューバ北岸 -（ファンディ湾南西限）- フロリダ州 キーウエスト、ファンディ湾南西限、セントローレンス湾北東限
- 北：カナダのラブラドール地方 -（デービス海峡南限）- グリーンランド -（グリーンランド海およびノルウェー海南西限）-  シェトランド諸島
- 東：（北海北西限およびスコットランド海（英語版）北限と西限）-（アイリッシュ海南限）-（ブリストル海峡西限）-（イギリス海峡西限）-（ビスケー湾西限）-（地中海西限）
- 南：ブラジル沿岸 -（赤道）- （ギニア湾南西限）

### 南大西洋
国際水路機関 (IHO) の定義は以下の通りである。
- 南西：ティエラ・デル・フエゴ -（チリのホーン岬に沿う子午線 (67°16'W)）- 南極大陸、マゼラン海峡の入り口に当たるティエラ・デル・フエゴのヴァージネス岬（英語版）からエスピリトゥサント岬（英語版）
- 西：ラプラタ川河口
- 北：北大西洋南限
- 北東：ギニア湾境界
- 南東：アガラス岬 -（東経20度線）- 南極大陸
- 南：南極大陸

2000年、IHOは大西洋の南限を南緯60度線とし、これより南の海域を南極海とする大洋の再定義を行った。ただしこの新定義はオーストラリアの留保提言などにより、未だ批准されていない。

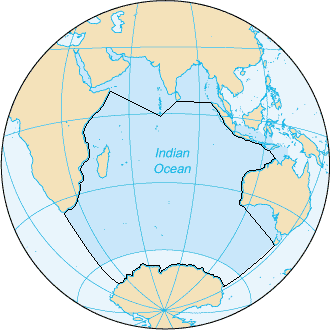
IHO（黒線）とCIA 『ザ・ワールド・ファクトブック』（濃青）基準によるインド洋の領域。

### インド洋
国際水路機関 (IHO) の定義は以下の通りである。
- 北：アラビア海とラッカディブ海南限 - ベンガル湾南限 - 東インド諸島南限 - グレートオーストラリア湾
- 西：アガラス岬 -（東経20度線）- 南極大陸
- 東：タスマニア島のサウスイースト岬（英語版） -（東経146度55分線）- 南極大陸
- 南：南極大陸

インド洋についても、IHOは2000年にその南限を南緯60度線とし、これより南の海域を南極海とする大洋の再定義を行った。しかしこれも批准には至っていない。

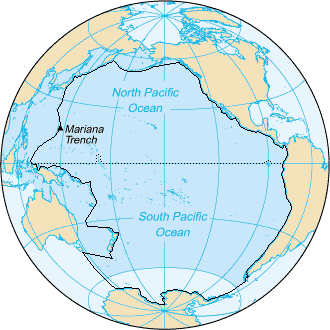
IHO（黒線）とCIA 『ザ・ワールド・ファクトブック』（濃青）基準による太平洋の領域。

### 北太平洋
国際水路機関 (IHO) の定義は以下の通りである。
- 南西：赤道 – 東南アジア諸島北東 - ルソン島
- 西から北西：フィリピン海および日本海東限 - オホーツク海南東限
- 北：ベーリング海とアラスカ湾南限
- 東：アラスカとブリティッシュコロンビア州沿岸諸島の水域西限 - カリフォルニア湾南限
- 南：ギルバート諸島とガラパゴス諸島を除く赤道

### 南太平洋
国際水路機関 (IHO) の定義は以下の通りである。
- 西：タスマニア島のサウスイースト岬 -（東経146度55分線）- 南極大陸
- 南西および北西：タスマン海の南・東・北西限 -珊瑚海の南東・北東限 - ソロモン海とビスマルク海の東・北限 - 東南アジア諸島からニューギニア島を経て赤道まで
- 北：ギルバート諸島とガラパゴス諸島を除く赤道
- 東：ティエラ・デル・フエゴ -（ホーン岬に沿う子午線 (67°16'W)）- 南極大陸、マゼラン海峡入り口に当たるヴァージネス岬からエスピリトゥサント岬
- 南：南極大陸

南太平洋についても、IHOは2000年にその南限を南緯60度線とし、これより南の海域を南極海とする大洋の再定義を行った。しかしこれも批准には至っていない。

CIA『ザ・ワールド・ファクトブック』基準による南氷洋の領域。

### 南極海
南極海は南極大陸を取り囲む水域であり、それは太平洋・大西洋およびインド洋を拡張させた領域と受け取られる場合もある。1937年のIHO『Limits of Oceans and Seas』第2版では「南極大陸周囲の海域」と定義されていたが、1953年の第3版では「（南極海の）北限は季節的な影響もあり、境界を設定しがたい」と述べられて定義の一覧から外され、代わりに南太平洋・南大西洋・インド洋の南限を南極大陸まで広げた。
2000年にIHOはこの問題に関し、海洋調査の結果について聞き取りを行った。これに対し、加盟68か国中28か国から回答があり、海流を重視する海洋学者の意見が反映され、アルゼンチン以外は新しい大洋の定義設定に合意した。名称の選出では、「Southern Ocean」（南氷洋・南大洋）が18票を得て、「Antarctic Ocean」（南極海）を上回った。境界線については、投票の結果陸地で分断されない南緯60度線に半分が賛同し、他の14票のうち南緯50度線が次点、最も北側に設定された南緯35度線も若干の賛同を得た。しかし、『Limits of Oceans and Seas』第4版はオーストラリアが批准を拒否し、公表は見合わされた。このような経緯に関わらず、事実上第4版の結論は多くの組織、学者らや国家に加えIHOさえ用いている。
しかし、国によっては独自の南氷洋の定義を用いている。例えばイギリスは南緯55度線を採用している。オーストラリアの地図製作当局は、南氷洋に自国とニュージーランド南岸までを含む解釈を施している。だがニュージーランドはこの解釈に賛同していない。

## 区分帯

主な大洋の区分

大洋は、物理学的および生物学的な諸条件に応じて区分される。大洋のすべての部分である漂泳区分帯 (pelagic zone) は、水深や光の到達度合いによって分割される。有光層 (Photic zone) または表層とは生物が太陽光を感知できる限界までの層を指し、深度100-200mまでの層を指す。ただし、水深100-200mの部分は薄光層 (Dysphotic/Disphotic zone) とも呼ばれ、到達する太陽光は5%未満に過ぎず充分な光合成が難しい。ここよりも深い水深200m以上の無光層 (Aphotic zone) 部分では一部の例外を除き光合成生物が生存できない。
遠洋の有光層は表海水層 (epipelagic) とも呼ばれ、無光層は垂直方向に複数の層へ区分される。中深層 (mesopelagic) はその中でも上部に位置する領域で、水深1000mまでが該当する。次の漸深層 (bathypelagic) は、水深2000-3000m程度までに当たる。深海平原の上部から水深約6000m前後までは深海層 (abyssalpelagic) と呼ばれる。その下は海溝を含む最も深い領域である超深海層 (hadalpelagic) がある

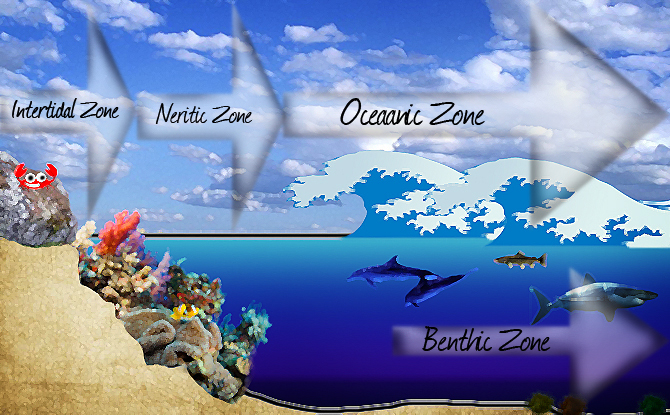
海岸線からの距離による海の区分と、そこに生きる海洋生物の例。

漂泳区分帯は、無光層部分の水体の底辺形状によっても区分される。これは、深海の3つの形状に対応する。漸深層 (bathyal zone) は大陸棚が4000mまで落ち込んでゆく領域を示し、深海域 (abyssal zone) は海底が4000-6000m、超深海帯 (Hadal zone) は超深海帯に対応する最下層に当たる。
漂泳区分帯はまた、沿岸地帯 (neritic zone) と海洋地帯 (oceanic zone) の2つにも分けることができる。沿岸地帯は大陸棚部分の水域に対応し、海洋地帯は開水面全域を指す。また、沿岸帯 (littoral zone) と潮間帯 (intertidal zone) という区分もある。前者は満潮と干潮の間に位置し、海と陸の境界に当たる部分である。後者は潮位が領域に影響を与える部分である。

## 物理的性質

### 海水
世界海洋の面積は361億平方キロメートル（1億3900万平方マイル）である。体積は13億立方キロメートル（3億1000万立方マイル）であり、立方体に換算すると一辺は1111kmとなる。平均深度は3790メートル（12430フィート）、最大深度は10923m（6787マイル）である。世界海洋面積の半分以上は3000mを超える深さである。水深200mを上回る広大な水域は地球表面の66%を占める。これらの数字は、カスピ海など外洋と接続していない海は含まれない。

### 色
大洋の蒼みがかった色は、複数の要因が絡み合い作られている。特に影響を与えるものは、溶融した有機物とクロロフィルである。しかし、沿岸の海域で見られる土砂の色（黄海）、藻類の色（紅海）または植物性プランクトンの黄色が混ざり見られる碧色にはあまりならない。黒潮は見た目の色から名づけられたものだが、この海流は含有物質が少なく透明度が高いため、波長が短い青色を比較的吸収せず、青黒く見える事を由来とする。

## 大洋の地質

### 海洋性地殻
大洋の海底は海嶺で生じ、接続する2つのプレートとなる（海洋底拡大説）。これは双方向に移動し、沈み込み帯で他の海洋または大陸プレートとぶつかり、その下へもぐりこむ。海嶺は、大西洋やインド洋においては大洋の中央部に位置し、それぞれ大西洋中央海嶺、中央インド洋海嶺と呼ばれる。太平洋のプレートはアメリカ沖の東太平洋海膨で形成される。
海洋性地殻は、生じた海嶺からゆっくり移動する。大西洋では年間約4cmの速度で東西に拡大し、太平洋プレートは大西洋の2倍程度の速度で移動する。この地殻部分は海盆または深海底・海底平原と呼ばれる。この地殻に含まれる鉄などの強磁性体は、地磁気の方向に配列されて固まる（残留磁気）。しかし地球磁場は地磁気逆転を起こすなど一定していないため、残留磁気は海嶺を中心に左右対称の縞模様として現れる。この変化から、過去の地球磁場がどのように変化したかを知ることができる。
海洋性地殻が他の地殻と衝突する際には、一方が地球内部に沈み込んで、海盆から約2kmほど深い非対称V字形状の海溝を作る場合がある。地球に存在する海溝27ヵ所のうち22ヵ所は太平洋に存在し、東側の海溝は特に深い。海洋性地殻の沈み込む部分は、太平洋西部の日本列島のように島弧を作る場合と、東部チリ側のように作らない場合がある。

### 堆積層
陸地に近い部分は堆積物がたまり、海底には傾斜ができる。コンチネンタルライズは海盆から傾斜が始まる部分であり、陸地起源の堆積物が到達する端に当たる。しかし陸地側に海溝がある所では形成されない。深度3300-1500mあたりからは大陸斜面が続き、泥や砂および砂利や岩などに加えて貝殻も5%程度混ざる堆積物が積みあがりながら深度約180m程度まで急な傾斜が続く。この先には、陸地まで続く大陸棚がある。
これらに比べ、海盆の堆積物は陸地由来の物質は少なく、主に微生物由来の軟泥である。大洋の表層部分は栄養素が豊富にあり、発生した微生物が死滅するとゆるやかに沈殿してゆき深層部分にたまる。ただし堆積する物質は主に骨格や石灰質である。この他にも、気流に乗り到達した細かな鉱物粒子や、噴火で巻き上げられた火山灰、海底火山の噴出物や宇宙塵なども含まれる。これらは遠洋性堆積物と呼ばれる。

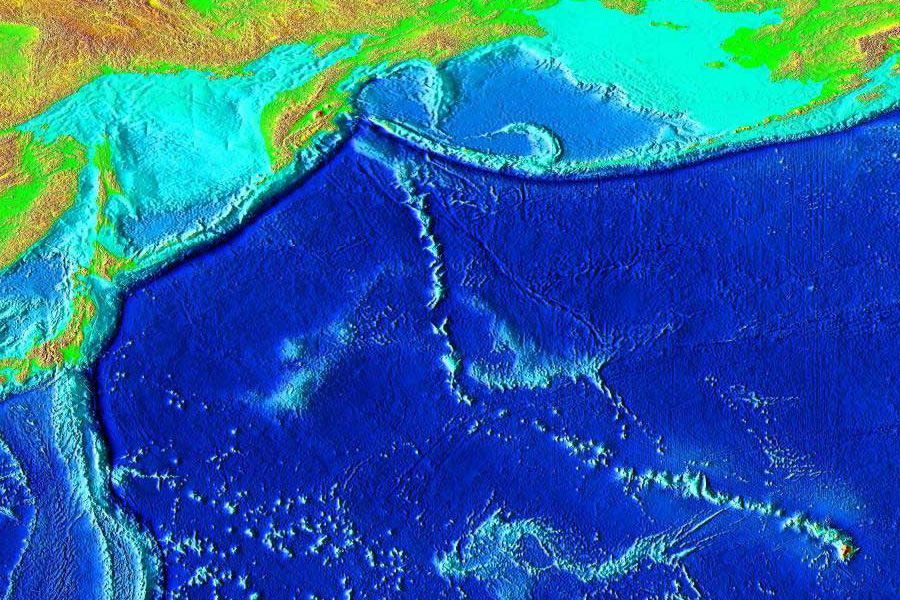
ハワイ‐天皇海山列

### 火山地形
大洋地形の中には、海底からそびえる山や丘もある。この典型的な例が太平洋のハワイ諸島と天皇海山群（ハワイ‐天皇海山列）である。ハワイ諸島東端のハワイ島は活火山のマウナ・ロア山・キラウエア火山を持つ火山島である。この地下には、マントル層からマグマが湧き上がるホットスポットがあり、海洋性地殻上まで噴きあがり火山島を形成する。しかし太平洋プレートは西へ移動しているため、火山島はホットスポットからずれて火山活動による島形成がやがて止む。その後、侵食作用と海洋性地殻の沈み込みから島の標高は徐々に低くなり、やがて海面に没して海山となる。ハワイ‐天皇海山列は、同じホットスポットから形成された海底火山が雄略海山を境に列の方向を変えており、約4300万年前に太平洋プレートの移動方向に変化が起こった事を示している。
この火山島が侵食を受ける過程で、熱帯において島の周辺で形成されたサンゴ礁が充分に発達すれば、島が水没した後もサンゴ礁による環礁が海面上に残る。

## 海流

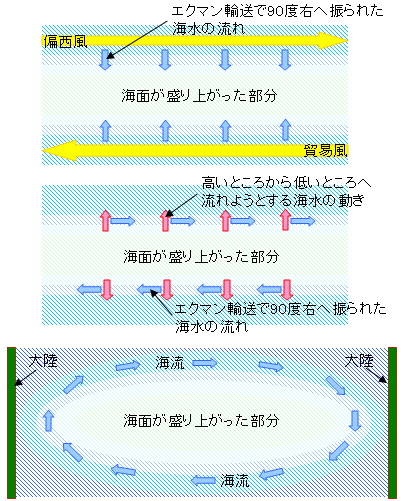
エクマン輸送の作用によって生じる海流と海面の高低差

### エクマン輸送が生む海面の高低差

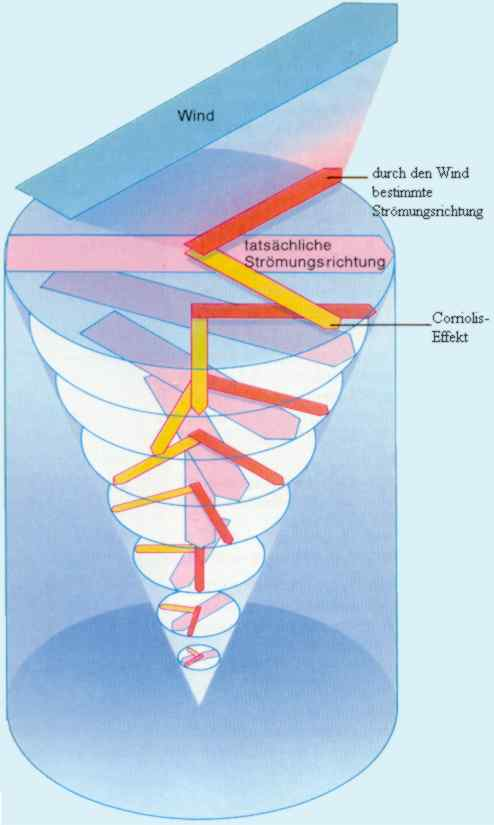
エクマン輸送。海上を吹く風による水の流れはコリオリの力の影響を受ける。

海流を起こす力には、風または海水の密度および高低差等があり、陸地や海底の形状または水深の影響を受ける。大洋のような深い海では、これら海流を起こす作用に地球の自転から生じるコリオリの力が大きく影響し、その方向が曲げられる。恒常的に吹く風が大洋表面の水を風向きと同方向に動かそうとすると、そこにコリオリの力が加わって北半球では右に、南半球では左に振られる。この表面流の動きは直下の水も動かそうとするが、これにもコリオリの力が影響して更に振られてゆく。これが力を弱めながら深い水深まで段階的に積み重なり、海水全体では表面流以上の角度を持つ方向に流れる。沿岸など浅い海ではその角度は15度程度にとどまるが、深い海では45-90度にまで及ぶ。これはエクマン輸送と呼ばれる。
北半球の場合エクマン輸送によって、西風の偏西風は南向きに、東風の貿易風は北向きにそれぞれ海水を動かす。そしてこの間に水が集まり、海面が盛り上がる。すると今度は高い所から低い方への流れが生じるが、ここにもエクマン輸送の影響が及び方向が曲げられる。この結果、偏西風と貿易風の間には海面が高い場所が生じ、これを周回するように海流が生じる。この結果、北太平洋では日本列島南海上の水面が最も高くなり、逆に最も低くなるカムチャツカ半島沖とはジオイドからの高低差が1m以上になる。北大西洋ではフロリダ半島東沖合が最も高くなる。

### 赤道の湧昇と潜流
赤道上に吹く貿易風による大洋への影響は、エクマン輸送によって南北半球で相反する作用を大洋に与える。すなわち、北半球では北に、南半球では南に海水を動かす。これは海面の水を排斥する動きであり、それを埋めるべく下層の比較的冷たい海水が上昇する。太平洋東部で顕著なこの現象は赤道湧昇と呼ばれ、結果的に赤道部分の大洋表面温度が相対的に低くなる。貿易風が弱くなることが数年に一度あり、この低温域に太平洋東部の暖かい海水が移動する現象がエルニーニョ・南方振動を起こし、地球の各所に異常気象をもたらす。

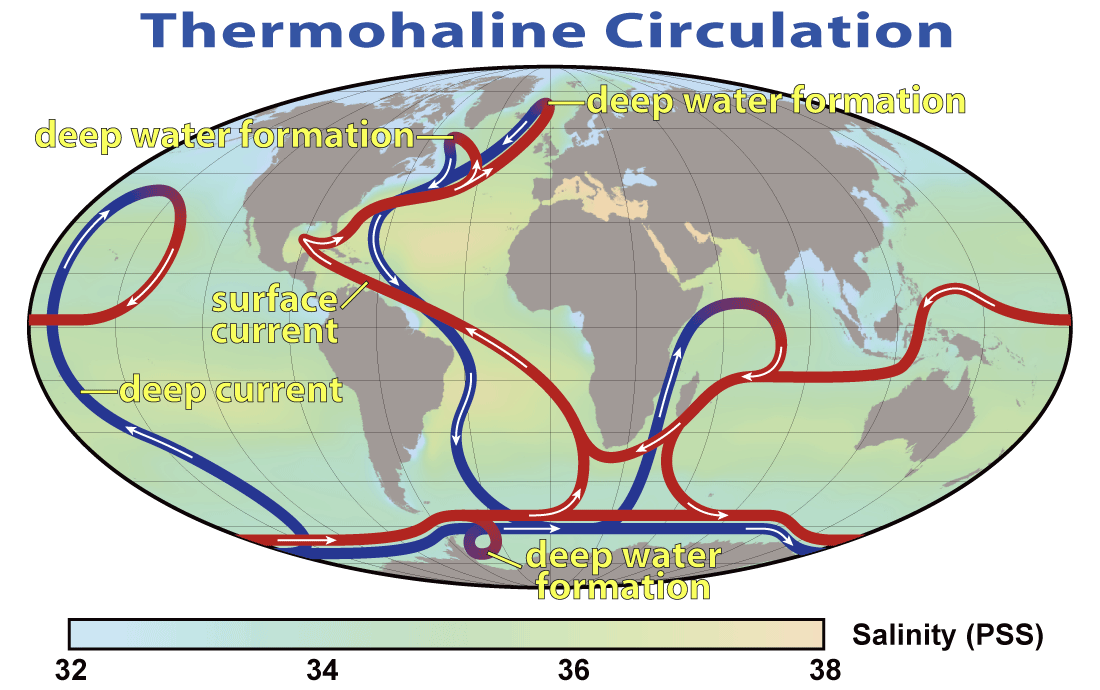
海洋大循環の要約図。青線は深海流を、赤線は表層流を表す。

### 海洋大循環
深海の水温は熱帯地方でも2℃前後と低い。その理由は太陽光が届かず温められないためと考えがちだが、これは誤りである。深海の海水は、両極に近い箇所で冷やされて沈み込み、それが大洋を地球規模の広さで流れることによって供給されている。これを海洋大循環または熱塩循環という。
大洋大循環のモデルは、グリーンランド沖で冷却され、塩分濃度が増し密度を高めた海水が一気に水深約2500mまで沈下することで始まり、大西洋底を南下して南極のウェッデル海まで流れ、そこで同じように冷やされ沈み込んだ海水と合流する。この冷たい水は南極大陸を東向きに周回しながら、インド洋や太平洋の深海に向けた支流を作る。これら支流はそれぞれの大洋で表層に湧きあがり、温められると南下して再び南へ向かう。そして南氷洋外周を通って大西洋表層を北上し、グリーンランド沖へ戻る。この循環は1000-1500年をかけてゆっくり一巡すると考えられている。

## 気候への影響

### 海流がつくる気候
北大西洋を南西から北東へ流れるメキシコ湾流（ガルフストリーム）は、西ヨーロッパを温暖な気候に保つ働きを担う。この海流は熱帯・亜熱帯気候で温められたフロリダ半島付近の海水を、遥か遠くのブリテン島沖まで運ぶ。これにより周辺の陸地は温暖になり、例えば北緯45度の稚内は年間平均気温が6.6℃にとどまるのに対し、北緯51度に位置するロンドンの平均気温は10.0℃にもなる。

### モンスーン
海岸線で昼と夜にそれぞれ吹く海風と陸風のメカニズムと同じ現象が、大洋と大陸の間で大規模に発生してアジアのモンスーンとなる。夏の6-8月はインド亜大陸が相対的に暖かくなって上昇気流を生み、この地域の気圧は低くなる。すると低温のインド洋が高気圧状態になり、そこから南風が流れ込む。この風向きはコリオリの力の影響を受けて北東方向に振られ、中国大陸や日本列島まで吹きつけ、日本に梅雨を発生させる。12-2月にはこの関係が逆になり、大陸性高気圧が優勢となり北東から南西へ風が流れる。

## 大洋の生物

### 表層の生食連鎖
発生から30億年間にわたり、生命は大洋中で進化を果たした。深度と海岸からの距離は、その生活圏ごとに植物や動物の多くの種が形成されることに影響した。大洋ではそれぞれの深さにおいて多様な生物が生息するが、水深5400m以上の深海ではその数は少なくなる。
また特に大洋の表層は、食物連鎖における生食連鎖（生きた生物を直接食べる連鎖）が成立している場所である。陸上や河口また沿岸などでは、植物や藻など光合成生物がその死後に食べられる腐食連鎖の比率が高いが、大洋表層部では植物プランクトンに始まる食物連鎖が、それぞれ上位階層生物に生きたまま捕食される体系が成り立つ。植物プランクトンは主に動物プランクトンに食われ、それを主に小型の魚やイカ類が食べる。そして、これらの生物がマグロ・カジキ・サメなど大型の肉食生物の食物となる。そして、それぞれの個体は連鎖の低位になるほど個体数が多く、典型的なピラミッド構造をつくる。

### 深海に棲む生物
19世紀前半の海洋生物学者エドワード・フォーブスは、約540m以上の深海で生物は生息できないと考えた。しかしその後、もっと深い水域にも多くの生物が棲んでいることがわかった。水深6000mよりも深い超深海層においても、深海魚のシンカイヨロイダラやクサウオ科の一種、またヨミノアシロなどが確認された。
深海底の熱水噴出孔も生物が棲む特徴的な場所である。光合成生物が生きられないこのような場所では、噴出する熱水に含まれる硫化水素をエネルギー源とするバクテリアを食べるエビ・カニやフジツボ、チューブワーム、イソギンチャクや貝類などが密集状態で生息している。

## 人類の大洋認識

古代ギリシアの世界観。

### 大洋航海の歴史
先史時代には人類は大洋に漕ぎ出していた。アフリカを起点とする人類の大移動は、ポリネシア人による粗末なカヌー等を用いた太平洋諸島やニュージーランドまで達していた。世界を包括する地理観を確立した古代ギリシアでは、地球は平面で、彼らが認識可能なヨーロッパ・西アジア・北アフリカの3大陸と地中海が世界であり、その外側はオケアノスという境界不明な塩水の大河で取り囲まれていると考えていた。ただし地球を球体と考える学者たちも存在し、プトレマイオスは天文学書『アルマゲスト』に緯度と経度が表記された曲面の地図を作成した。この地図の中では、インド洋は内海として書かれている。
中世までに、航海術の発展に伴う海上交易が行われるようになり、その主役はアラビア人たちが担った。また、陸路元へ到達したマルコ・ポーロの帰路や明の鄭和も大航海を行ったが、これらは沿岸部に沿うものだった。大航海時代初期にエンリケ航海王子が指導したアフリカ航路と、バルトロメウ・ディアスが喜望峰を発見しインド洋が外洋であることを知らしめた航海も、この例に漏れなかった。
1492年に出発したクリストファー・コロンブスの航海と同様に、ヨーロッパから西へ漕ぎ出そうという試みは以前からあった。しかしそれらはヴァイキング遠征の一環であったり、伝説の地を目指すなどあやふやなもので、偏西風やガルフストリームにことごとく阻まれていた。コロンブスが画期的だった点は、結果的に小さく見積もっていたが地球の大きさを推測し、またジパングという明確な目標を定める高い計画性に裏打ちされた点である。彼は大西洋を真西に進むため、いったんカナリア諸島まで南下する航路を取り、結果的に貿易風に乗ったことで大西洋横断に成功した。以後、16世紀前半にはフェルディナンド・マゼラン一行が世界一周を果たし、人類が大洋を盛んに渡る時代が到来した。

コロンブスの第一回航路。

### 初期の大洋探査
コロンブスは大西洋を横断中に海洋生物の採集、海流や気候の記録等を残し、サルガッソ海も発見した。マゼランは太平洋の水深調査を何度も行ったが、彼が用いた綱の長さは360mでしかなかった。
18世紀には、航海に必要な系統立った海洋研究が行われた。ベンジャミン・フランクリンは北大西洋の海水温度測定を行い、ガルフストリームの詳細を明らかにした。南氷洋を航海し、ハワイ諸島を発見したジェームズ・クック（キャプテン・クック）も水温測定や1200mまでの水深調査を行った。彼はまた、航海に博物学者や天文学者らを同行させる端緒を開いた。19世紀に入るとスコットランドのジョン・ロス、ロシアのベリングスハウゼン、イギリスのジョージ・パウエルやジェイムス・ウェッデルそしてジェイムズ・クラーク・ロスらが水深や水温の調査を重ねた。エドワード・フォーブスは海洋生物学に大きな足跡を残した。近代的な海洋物理学はアメリカの海軍大尉マシュー・フォンテーン・モーリーに始まる。

### 国際的な大洋調査へ
本格的な海洋調査の嚆矢は、1872 - 1876年に行われたイギリスのチャレンジャー号による探検と言われる。362か所にわたる地球規模の水深測定や海流・生物等の調査は50巻の膨大な報告書に纏められ出版された。その後、ドイツ・スウェーデン・デンマーク・ソビエト連邦などの探検船が様々な調査を行った。1892年頃からは国際的な協力体制による調査も始まり、1902年には国際海洋探求会議 (ICES) が設立され、各方面の調査研究が行われた。

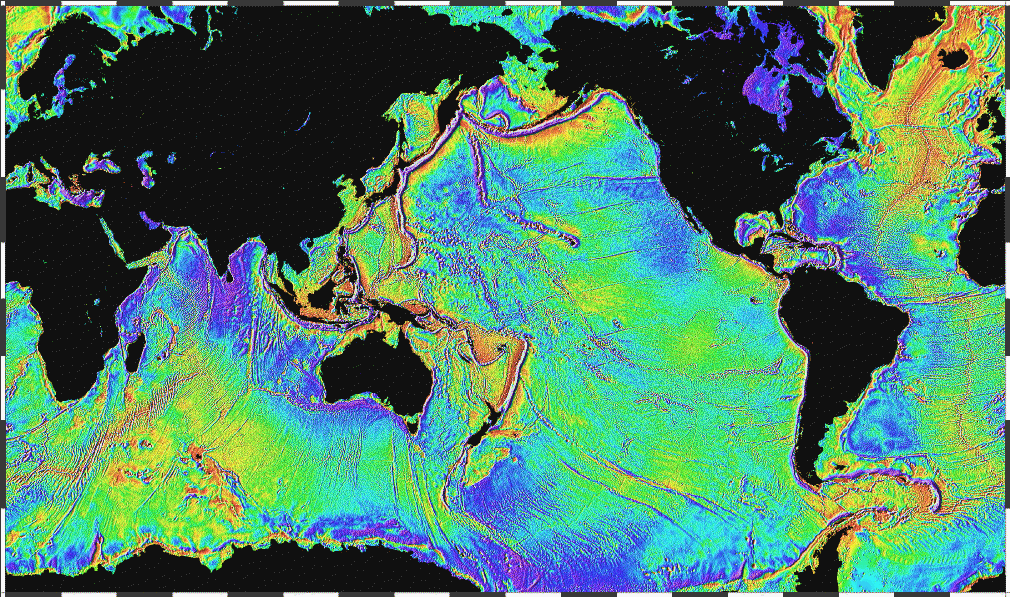
世界海洋底の地図。1995年、アメリカ海洋大気庁

### 大陸移動説からプレートテクトニクスへ
20世紀初頭、ドイツのアルフレート・ヴェーゲナーが提唱した大陸移動説はあまりに先駆的過ぎ、移動を起こす動力の説明ができなかったため賛同を得られなかった。しかし、アメリカが第二次世界大戦中から継続した、音波による海底地形の調査から、大西洋の中心に大規模な海底山脈（大西洋中央海嶺）が発見された。この地質構造を調査したモーリス・ユーイングらによって、海嶺を挟んだ対称構造と、離れるほどに堆積物が厚くなる様子が明らかになった。1960年代には、中央海嶺が火山の連なりと判明し、ハリー・ハモンド・ヘスとロバート・シンクレア・ディーツによって海洋底拡大説が提唱された。この証明を目指し立案されたモホール計画は深海掘削計画へ発展し、海洋底の拡大が確認された。海洋底調査はさらに国際深海掘削計画の段階へ進み、海洋性地殻の分布を地球規模で解き明かし、また残留磁場の縞模様から地殻が拡大した経過も知らしめた。これらの結果を踏まえ、海洋底拡大説はプレートテクトニクスへと発展した。

### 海底資源
大洋の海底は学術的研究対象だけでなく、鉱物資源の供給元としても期待されている。大西洋と太平洋の海底にはマンガン団塊と呼ばれるマンガン・ニッケル・銅・コバルトなどの金属を含む塊が非常に広く転がっている。これがどのように形成されたのかはわかっていないが、経済的に見合う手段で引き上げることが出来れば、有効な資源となる。その他にも、燐灰石・グロビゲリナ軟泥（有孔虫軟泥等）・珪藻軟泥・赤粘土などの深海底資源が期待される。